# مولناری
مولناری (به مجاری:  Molnári) یک منطقهٔ مسکونی در مجارستان است که در زالا واقع شده‌است.